# Frans Masereel
Frans Masereel (Blankenberge, 31 luglio 1889 – Avignone, 3 gennaio 1972) è stato un pittore e illustratore belga.
Conosciuto soprattutto per le sue xilografie è considerato, con Otto Nückel e Lynd Ward, uno dei pionieri del romanzo grafico senza parole, e quindi un precursore di questa arte in generale. Ha lavorato principalmente tra Svizzera, Germania e Francia. Artista impegnato, umanista, pacifista antimilitarista, segnato dal sanguinoso tormento della prima guerra mondiale, le sue opere denunciano senza compromessi gli orrori della guerra, dell'oppressione e dell'ingiustizia sociale.
Ha completato più di 20 romanzi grafici senza parole nella sua carriera e le sue xilografie hanno influenzato il lavoro di molti artisti successivi, come Clifford Harper ed Eric Drooker. Tra le sue opere grafiche più famose vi sono Libro d'Ore (1919) e Il Sole (1919). A lui è stato dedicato il "Centro Frans Masereel" nel villaggio di Kasterlee in Belgio.

## Biografia
Frans Laurent Wilhelmina Adolf Lodewijk Masereel nacque nella Blankenberge belga il 31 luglio 1889. Si è trasferito a Gand nel 1896, dove ha iniziato a studiare presso l'École des Beaux-Arts nella classe di Jean Delvin, all'età di 18 anni. Nel 1909 si recò in viaggio per l'Inghilterra e la Germania, dove si ispirò per creare le sue prime acqueforti e xilografie. Nel 1911 si è stabilito a Parigi per quattro anni e poi in Svizzera, dove ha lavorato come illustratore per giornali e riviste dando un fondamentale contributo, grazie alle sue opere, alla corrente pacifista e anti militarista che si era sviluppata grazie alla straordinaria figura di Romain Rolland. Le sue xilografie, principalmente di contenuto sociale e di forma espressionista, lo rendono noto a livello internazionale. In ogni caso la sua opera è indipendente dalla politica partitica:
Ha creato le illustrazioni per opere famose della letteratura mondiale, di Thomas Mann, Émile Zola e Stefan Zweig. Nel 1921 è tornato a Parigi dove ha dipinto scene di strada, i celebri dipinti di Montmartre. Ha vissuto per un periodo a Berlino, dove ha stretto una buona amicizia con George Grosz. Dopo il 1925 ha vissuto vicino a Boulogne-sur-Mer, dove ha dipinto prevalentemente le zone costiere, viste sul porto e ritratti di marinai e pescatori. 
Nel 1940 è fuggito da Parigi e ha vissuto in diverse città della Francia meridionale.
Dopo il 1946 ha lavorato per diversi anni come insegnante presso la Hochschule der Künste Bildenden Saar a Saarbrücken. Nel 1949 si stabilì a Nizza.
Ha progettato le scenografie e i costumi per molte produzioni teatrali ed è stato premiato in numerose mostre, oltre ad essere stato membro di diverse accademie.
Frans Masereel morì ad Avignone nel 1972 e fu sepolto a Gand.

## Opere

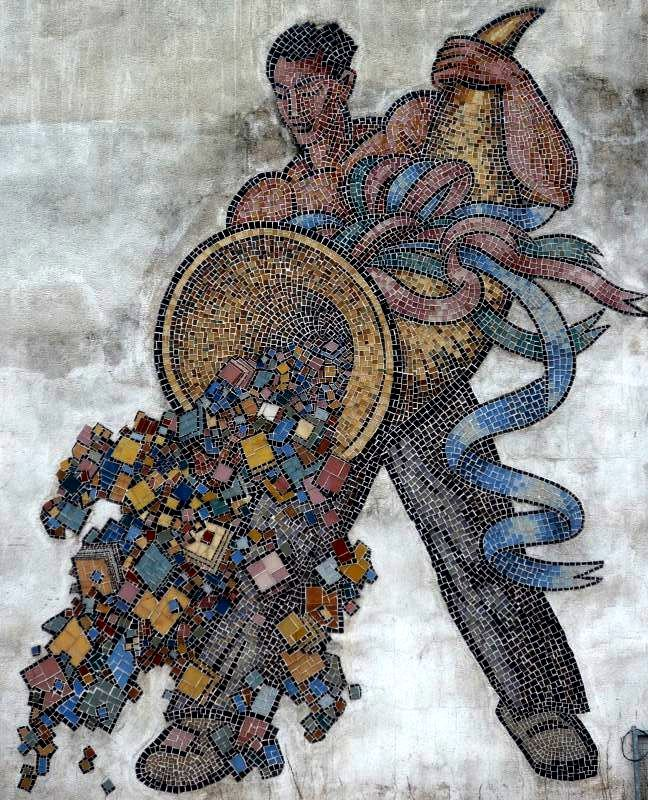
Cornucopia, un mosaico di Frans Masereel

- 25 Images de la passion d'un homme, 1918
- Libro d'Ore (Mon livre d'heures), 1919
- Il Sole, 1919
- La città, 1925